# Stichopathes occidentalis
Stichopathes occidentalis är en korallart som beskrevs av Brook 1889. Stichopathes occidentalis ingår i släktet Stichopathes och familjen Antipathidae. Inga underarter finns listade i Catalogue of Life.